# Masja (film fra 2004)
 For alternative betydninger, se Masja. (Se også artikler, som begynder med Masja)
Masja (russisk: Маша) er en russisk komediedramafilm fra 2004 instrueret af Sergej Tkatjov.

## Handling
Moskovitten Masja rejser til Paris for at besøge sin far, som hun ikke har set siden hendes tidlige barndom. Farens veninde Natasja får de to til bedre at forstå hinanden og faren må tage sit liv op til revision.

## Medvirkende
- Marija Sjalajeva som Masja
- Dmitrij Sjevtjenko som Dima
- Natalija Tkatjova som Natasja